# Globalstar
Globalstar, Inc. es una empresa estadounidense de comunicaciones por satélite propietaria de una constelación de satélites de órbita terrestre baja (LEO) para la telefonía por satélite y comunicaciones de datos a baja velocidad. La constelación de segunda generación de Globalstar consta de 25 satélites LEO.

## Historia
Globalstar se creó en 1991 como proyecto conjunto de las empresas Loral Corporation y Qualcomm. Ambas anunciaron el 24 de marzo de 1994 la formación de Globalstar LP, una sociedad limitada establecida en EE. UU., con participación financiera de otras ocho empresas, entre ellas Alcatel, AirTouch, Deutsche Aerospace, Hyundai y Vodafone. La empresa esperaba que el sistema estuviera operativo en 1998 partiendo de una inversión de 1.800 millones de dólares.
En enero de 1995 recibió de la FCC la atribución del espectro en EE. UU. y siguió negociando con otras naciones los derechos de uso de las mismas radiofrecuencias en sus países.
Los primeros satélites se lanzaron en febrero de 1998, pero el despliegue del sistema se retrasó debido a un fallo de lanzamiento en septiembre de 1998 que provocó la pérdida de 12 satélites en un lanzamiento de la Agencia Espacial Rusa.
La primera llamada en el sistema Globalstar original se realizó el 1 de noviembre de 1998, desde San Diego, entre Irwin Jacobs, presidente de Qualcomm, y Bernard Schwartz, presidente y consejero delegado de Loral Space & Communications, en Nueva York.
En octubre de 1999 el sistema comenzó las pruebas para "usuarios amistosos" con 44 de los 48 satélites previstos. En diciembre de 1999 arrancó un servicio comercial limitado para 200 usuarios con los 48 satélites completos (sin repuestos en órbita). En febrero de 2000 comenzó el servicio comercial completo con sus 48 satélites y 4 de repuesto en Norteamérica, Europa y Brasil. Otros ocho satélites se mantuvieron como repuestos en tierra. Los precios iniciales de las llamadas telefónicas por satélite eran de 1,79 $/minuto.
El 15 de febrero de 2002 Globalstar y tres de sus filiales presentaron peticiones voluntarias de quiebra al amparo del Capítulo 11 del Código de Quiebras de Estados Unidos.
En 2004 concluyó la reestructuración de la antigua Globalstar. La primera fase de esta finalizó el 5 de diciembre de 2003, al obtener Thermo Capital Partners LLC el control operativo de la empresa, así como determinados derechos de propiedad y riesgos. Thermo Capital Partners se convirtió en el propietario principal.
Globalstar LLC se constituyó como sociedad de responsabilidad limitada en Delaware en noviembre de 2003 y se convirtió en Globalstar, Inc. el 17 de marzo de 2006.
En 2007 Globalstar lanzó al espacio otros ocho satélites de repuesto de primera generación para compensar el fallo prematuro de sus satélites en órbita. Entre 2010 y 2013, Globalstar lanzó 24 satélites de segunda generación en un esfuerzo por restablecer su sistema a pleno rendimiento.
Entre 2010 y 2011 trasladó su sede de Silicon Valley a Covington (Luisiana), en parte para aprovechar las ventajas fiscales del estado y el bajo coste de la vida.
En abril de 2018 se anunció la fusión con FiberLight en un acuerdo valorado en 1.650 millones de dólares. La operación fue cancelada en agosto de 2018 tras una demanda del inversor mayoritario de Globalstar.
En marzo de 2020 se anunció que el Proyecto de Asociación de Tercera Generación ("3GPP") había aprobado la variante 5G de la Banda 53 de Globalstar, que pasaría a denominarse n53.
El 6 de marzo de 2021 la empresa comunicó a sus clientes que los servicios Sat-Fi2 (Satellite Wifi Hotspot) y Sat-Fi2 RAS (Remote Antenna Station) se interrumpirían a partir del 12 de marzo de 2021.
El 7 de septiembre de 2022 Apple anunció una cooperación con Globalstar Inc que "permitiría a los usuarios del iPhone 14 enviar mensajes de emergencia" vía satélite, empezando en Estados Unidos y Canadá.

## Productos y servicios
Globalstar es un proveedor de servicios móviles de voz y datos por satélite que ofrece estos servicios a usuarios comerciales y recreativos en más de 120 países de todo el mundo. Los productos de la empresa incluyen teléfonos móviles y fijos por satélite, módems de datos por satélite símplex y dúplex, y paquetes de tiempo de emisión por satélite. Muchas industrias terrestres y marítimas utilizan los diversos productos y servicios Globalstar desde zonas remotas fuera del alcance de los servicios de telefonía móvil y fija. Sin embargo, muchas zonas de la superficie terrestre carecen de cobertura, ya que un satélite requiere estar al alcance de una puerta de enlace en una estación terrestre. Las áreas de negocio de sus clientes incluyen el petróleo y el gas, el gobierno, la minería, la silvicultura, la pesca comercial, los servicios públicos, el ejército, el transporte, la construcción pesada, la preparación para emergencias y la continuidad empresarial, así como los usuarios recreativos individuales. Los servicios de comunicación de datos de Globalstar se utilizan para una gran variedad de aplicaciones SCADA y de seguimiento personal y de mercancías.

### Mensajeros satelitales
A finales de 2007 SPOT LLC, filial de Globalstar, lanzó un dispositivo portátil de mensajería y seguimiento por satélite conocido como SPOT Satellite Messenger. En 2018 se lanzó SPOT X, un mensajero bidireccional por satélite con seguimiento mediante localización GPS, capacidad de navegación, enlace a redes sociales y opciones de comunicación directa con servicios de emergencia.

### Módems de datos símplex
- Globalstar STINGR
- Globalstar STX2
- Globalstar STX3
- Globalstar ST100
- Globalstar SmartOne C
- Globalstar SmartOne solar

### Módems de datos dúplex
- SPOT Trace
- SPOT Gen4
- SPOT X

### Módulos de voz/datos dúplex
- Globalstar GSP-1620
- Globalstar GSP-1720

### Servicios
- Telefonía de voz
- Mensajería de texto SMS terminada en móvil unidireccional
- Llamadas de datos con conmutación de circuitos de 9600 bit/s (marcación directa)
- Acceso a Internet conmutado mediante paquetes de 9600 bit/s (Internet directo)
- Mensajes de ráfaga corta originados en dispositivos móviles unidireccionales (solo dispositivos símplex)
- Mensajes de ráfaga corta bidireccionales originados en dispositivos móviles/terminados en dispositivos móviles (solo dispositivo SPOT X)
- Geolocalización del dispositivo en un radio aproximado de 30 kilómetros

### Productos y servicios interrumpidos
- Sat-Fi2 (punto de acceso WiFi satelital) y Sat-Fi2 RAS (estación de antena remota)
- Acceso a Internet con conmutación de paquetes de 72 kbit/s (en una red WCDMA de segunda generación)

## Arquitectura del sistema

### Puertas de enlace
Los satélites Globalstar son simples repetidores analógicos denominados de "codo de tubería" o traspondedores, a diferencia de Iridium.
Una red de puertas de enlace terrestres proporciona conectividad desde los 40 satélites a la red telefónica pública conmutada e Internet. Para dar servicio a un usuario cualquiera el satélite debe tener a la vista una de estas puertas de enlace. La red Globalstar dispone de 24 repartidas por todo el mundo, estando situadas siete de ellas en Norteamérica. Son las estaciones base celulares más grandes del mundo, con capacidad para más de 10.000 llamadas simultáneas en un área de cobertura que equivale aproximadamente al 50% del tamaño de Estados Unidos. Globalstar es compatible con la tecnología CDMA, como el receptor rake y los handovers, por lo que un teléfono podría estar hablando a través de dos haces puntuales a dos puertas de enlace diferentes debido a la diversidad de trayectorias.
Los usuarios de Globalstar tienen asignados números de teléfono del plan de numeración telefónica correspondiente al país en el que se encuentra la puerta de enlace en el extranjero, excepto en Brasil, donde se utiliza el indicativo oficial de país de Globalstar (+8818). El uso de estaciones terrestres de acceso proporciona a los clientes números de teléfono regionales localizados para sus terminales de satélite. Pero el servicio no puede prestarse en aquellas partes del mundo más remotas (como el Pacífico Sur y las regiones polares) si no hay puertas de enlace que cubran la zona. En mayo de 2012, los servicios de voz y datos full-duplex dejaron de funcionar en gran parte de África, el subcontinente del sur de Asia y la mayoría de las regiones oceánicas centrales debido a la falta de estaciones terrestres de acceso cercanas.
El sistema Globalstar utiliza la interfaz aérea CDMA de Qualcomm; sin embargo, los teléfonos de Ericsson y Telit aceptan tarjetas SIM GSM estándar, mientras que los teléfonos GSP-1600/1700 de Qualcomm no disponen de interfaz para tarjetas SIM, sino que utilizan autenticación basada en CDMA/IS-41. Por lo tanto, las puertas de enlace Globalstar tienen que soportar tanto los estándares CDMA/IS-41 como los GSM.
Globalstar tiene acuerdos de itinerancia con operadores locales de telefonía móvil en algunas regiones, lo que permite el uso de un único número de teléfono en modo satélite y celular en terminales Globalstar multimodo.

### Satélites de Primera Generación
Las órbitas de Globalstar tienen una inclinación de 52 grados. A causa de esto las zonas polares carecen de cobertura.
Las órbitas de Globalstar tienen una altura orbital de unos 1.400 km con una latencia relativamente baja (aproximadamente 60 ms).
Un satélite Globalstar tiene dos matrices orientadas hacia la Tierra montadas en el cuerpo. Los Globalstars de primera generación pesaban aproximadamente 550 kg. Los satélites de segunda generación aumentaron su masa de forma significativa.
En 2005 algunos de los satélites empezaron a alcanzar el límite de su vida operativa de 7,5 años. En diciembre de ese mismo año Globalstar empezó a trasladar algunos de ellos a una órbita cementerio por encima de LEO.

#### Problemas de los satélites de primera generación
Según los documentos presentados a la SEC el 30 de enero de 2007, los problemas previamente identificados por Globalstar con los amplificadores de banda S utilizados en sus satélites para las comunicaciones bidireccionales se estaban produciendo a un ritmo mayor de lo esperado, lo que acabó provocando una reducción de los niveles del servicio bidireccional de voz y datos dúplex en 2008. Los servicios de datos símplex de la empresa utilizados para apoyar los productos de seguimiento de activos, así como el SPOT Satellite Messenger, no estaban afectados por el problema de los satélites de banda S mencionado anteriormente. Globalstar lanzó ocho satélites terrestres de repuesto en 2007 para ayudar a reducir el impacto del problema.
En la presentación Globalstar hizo las siguientes declaraciones:

A partir de los datos recogidos recientemente referidos a las operaciones por satélite, la empresa ha llegado a la conclusión de que la degradación de los amplificadores se está produciendo a un ritmo mayor que el experimentado anteriormente y más rápidamente de lo que había sido previsto por la empresa.

Basándose en su análisis más reciente, la empresa cree ahora que, si la degradación de los amplificadores de antena de banda S continúa al ritmo actual o se acelera aún más, y si la empresa no tiene éxito en el desarrollo de soluciones técnicas adicionales, la calidad de los servicios de comunicaciones bidireccionales disminuirá y, en algún momento de 2008, prácticamente todos los satélites actualmente en órbita dejarán de ser capaces de soportar servicios de comunicaciones bidireccionales.

Los analistas de la industria sugirieron que el problema fue causado por la exposición a la radiación que tiene lugar al pasar a través de la Anomalía del Atlántico Sur durante el recorrido de 876 millas (1414 km) correspondiente a su órbita .
La degradación del amplificador de antena de banda S no afecta negativamente a los servicios de transmisión de datos unidireccionales "Símplex" de la empresa, los cuales utilizan únicamente el enlace ascendente de banda L desde el terminal "Símplex" de un abonado a los satélites.
La empresa está elaborando planes, incluidos nuevos productos y servicios y programas de precios, y estudiando la viabilidad de acelerar la adquisición y el lanzamiento de su constelación de satélites de segunda generación, para intentar reducir los efectos de este problema sobre sus clientes y operaciones. La empresa podrá prever la duración de la cobertura del servicio en cualquier lugar concreto de su área de servicio y tiene la intención de facilitar esta información sin coste alguno a sus proveedores de servicios, incluidas sus filiales operativas al 100%, para que puedan trabajar con sus abonados para reducir el impacto de la degradación de la calidad del servicio en sus respectivas áreas de servicio. La empresa también está revisando su plan de negocio a la luz de estos acontecimientos.
La liquidez de la empresa sigue siendo sólida. A 31 de diciembre de 2006, además de su contrato de crédito, la empresa disponía de efectivo no restringido y de importes no dispuestos en virtud del contrato irrevocable de compraventa de acciones de Thermo Funding Company por un valor aproximado de 195 millones de dólares.

#### La solución provisional de Globalstar a los problemas prematuros de los satélites de primera generación
En 2007 Globalstar lanzó ocho satélites de repuesto con vistas a reducir las carencias de sus servicios bidireccionales de voz y datos a la espera de la disponibilidad comercial de su constelación de satélites de segunda generación. Los satélites de primera generación estuvieron disponibles para prestar y apoyar servicios de forma intermitente hasta que los de segunda generación estuvieran disponibles.
Hasta la entrada en funcionamiento de la nueva constelación de satélites de segunda generación, Globalstar ofrecía su sitio web una "Herramienta Óptima de Disponibilidad de Satélites", que los abonados podían utilizar para predecir cuándo uno o más satélites no afectados estarían sobrevolando una ubicación geográfica específica.

### Satélites de segunda generación
En diciembre de 2006 Globalstar anunció la adjudicación de un contrato de 661 millones de euros a Alcatel Alenia Space, actual Thales Alenia Space, para la construcción de su segunda generación de satélites, consistente en 24 satélites. Estos se diseñaron con una esperanza de vida de 15 años, bastante más que la vida útil de la constelación de primera generación de Globalstar.
El 3 de abril de 2007 Globalstar anunció la firma de un acuerdo de 9 millones de euros con Thales Alenia Space para mejorar su flota de satélites, incluidas las actualizaciones necesarias de hardware y software de las instalaciones de la red de control de satélites.
En agosto de 2008 Thales Alenia Space inició en su fábrica de Roma el ensamblaje, la integración y las pruebas de producción de los satélites modelo de vuelo de segunda generación, que fueron lanzados en el tercer trimestre de 2009.
En julio de 2009, Globalstar, Inc. anunció que había conseguido completar la financiación para su constelación de satélites de segunda generación y firmó una enmienda al contrato inicial, especificando en particular las condiciones ajustadas para la producción y el nuevo calendario de entrega de satélites.
Los seis primeros satélites de segunda generación se lanzaron el 19 de octubre de 2010 desde el cosmódromo de Baikonur (Kazajistán). Para el lanzamiento se utilizó un vehículo lanzador Soyuz-2 con una etapa superior Fregat. Estos satélites de segunda generación estaban diseñados para proporcionar servicios de voz y datos por satélite al menos hasta 2025. En julio de 2011 se lanzaron otros seis satélites de segunda generación, a los que siguieron otros seis en diciembre de 2011.
El lanzamiento de la constelación de segunda generación se completó el 6 de febrero de 2013 con el lanzamiento de los últimos seis satélites utilizando un vehículo de lanzamiento Soyuz 2-1a. Las 24 naves espaciales de segunda generación pesaban aproximadamente 700 kg cada una en el momento del lanzamiento y estaban estabilizadas en tres ejes.
En febrero de 2022 se anunció que Globalstar adquiría 17 nuevos satélites para continuar su constelación construida por MDA y Rocket Lab por 327 millones de dólares. El lanzamiento de los satélites está previsto para 2025.
El 19 de junio de 2022 se lanzó en un cohete Falcon 9 un satélite de reserva, el primer lanzamiento en más de 9 años. Globalstar no anunció la misión previamente, excepto por un vago informe trimestral en el que afirmaba que el satélite se lanzaría.

## Operaciones de negocios

### Estructura societaria y financiación
Empresa predecesora - Globalstar LP. En febrero de 1995 Globalstar Telecommunications Ltd. recaudó 200 millones de dólares en su oferta pública de venta (OPV) en el mercado NASDAQ. El precio de salida a bolsa de 20 dólares por acción equivalía a 5 dólares por acción tras dos desdoblamientos de acciones. El precio máximo de estas (tras el desdoblamiento) alcanzó los 50 dólares en enero de 2000, pero los inversores institucionales empezaron a pronosticar la quiebra ya en junio de 2000. El precio acabó cayendo por debajo de 1 $ por acción, y el NASDAQ retiró las acciones de la bolsa en junio de 2001.
Tras la OPV, Globalstar Telecommunications (símbolo GSTRF en el NASDAQ), empresa cotizada en bolsa, poseía parte del operador de sistemas Globalstar LP. A partir de ese momento, la principal financiación de Globalstar LP fue la de sus proveedores (entre ellos Loral y Qualcomm), complementada con bonos basura.
Tras una inversión total en deuda y capital de 4.300 millones de dólares, el 15 de febrero de 2002 Globalstar Telecommunications se acogió al Capítulo 11 de protección por quiebra, con un activo de 570 millones de dólares y un pasivo de 3.300 millones. Posteriormente, Thermo Capital Partners LLC compró los activos por 43 millones de dólares.
Globalstar LLC y Globalstar, Inc. Cuando la nueva Globalstar salió de la quiebra en abril de 2004 ya era propiedad de Thermo Capital Partners (81,25%) y de los acreedores originales de Globalstar L.P. (18,75%). Globalstar LLC se constituyó en abril de 2006 para convertirse en Globalstar, Inc.
Globalstar, Inc. salió a bolsa en noviembre de 2006. Las acciones cotizan actualmente en el NASDAQ Global Select Market con el símbolo GSAT.

### SPOT LLC
En agosto de 2007 Globalstar anunció la introducción del producto SPOT Satellite Messenger, el cual se comercializaría a través de su última filial SPOT, Inc, posteriormente denominada SPOT LLC. El SPOT Messenger está fabricado por Axonn LLC, socio de Globalstar, y combina la tecnología de datos símplex de la empresa con un chipset GPS Nemerix. SPOT está concebido para aprovechar el enlace ascendente de banda L de Globalstar, todavía adecuado, que utilizan los módems símplex. El producto se lanzó a principios de noviembre de 2007. Entre los lanzamientos posteriores figuran SPOT Trace, SPOT X con Bluetooth y Gen4.

### Colaboración con Apple, Inc.
Globalstar proporciona la infraestructura para la funcionalidad de SOS de emergencia vía satélite introducida en todas las versiones del iPhone 14 y el iPhone 14 Pro. Globalstar reserva el 85% de su capacidad de red para tal servicio, y, previamente al anuncio de este, invirtió en la ampliación de su infraestructura, incluyendo "actualizaciones materiales de la red terrestre de Globalstar para mejorar la redundancia y la cobertura" y "la construcción de 10 nuevas puertas de acceso en todo el mundo". En febrero de 2023 GlobalStar anunció el pago de una deuda de 150 millones de dólares en virtud de un acuerdo de 2019 con EchoStar, lo que podría haber impedido la asociación con Apple.

### Empleados
Los cinco primeros empleados de Globalstar en 1991 procedían de las empresas fundadoras. Pese a la poca información al respecto, la empresa alcanzó, aparentemente, un máximo de unos 350 empleados hasta los despidos de marzo de 2001. Sin embargo, esta cifra era engañosa, ya que la mayoría de los empleados de desarrollo, operaciones y ventas estaban contratados por los socios estratégicos de la empresa.[cita requerida]
Posteriormente la empresa nombró a Olof Lundberg, veterano de las telecomunicaciones por satélite, para liderar un cambio de rumbo ejerciendo como Presidente y Consejero Delegado. Tras iniciar su carrera en Swedish Telecom, Lundberg había sido director general fundador (más tarde Consejero Delegado) de Inmarsat de 1979 a 1995. Fue Consejero Delegado fundador y más tarde Consejero Delegado y Presidente de ICO Global Communications de 1995 a 1999.
Lundberg renunció a sus cargos en la empresa (entonces en quiebra) el 30 de junio de 2003.
Desde 2017 el cargo de consejero delegado de Globalstar lo ocupa David Kagan .